# Браун-Діер (Вісконсин)
Браун-Діер (англ. Brown Deer) — селище (англ. village) в США, в окрузі Мілвокі штату Вісконсин. Населення — 12 507 осіб (2020).

## Географія
Браун-Діер розташований за координатами 43°10′28″ пн. ш. 87°58′30″ зх. д. / 43.17444° пн. ш. 87.97500° зх. д. (43.174311, -87.975000).  За даними Бюро перепису населення США в 2010 році селище мало площу 11,39 км², уся площа — суходіл.

## Демографія
Згідно з переписом 2010 року, у селищі мешкало 11 999 осіб у 5275 домогосподарствах у складі 3199 родин. Густота населення становила 1054 особи/км².  Було 5579 помешкань (490/км²).
Расовий склад населення:
| - 61,9 % — білих - 28,6 % — чорних або афроамериканців - 4,9 % — азіатів - 0,4 % — корінних американців - 0,1 % — вихідців з тихоокеанських островів - 1,1 % — осіб інших рас |

До двох чи більше рас належало 3,1 %. Частка іспаномовних становила 3,9 % від усіх жителів.
За віковим діапазоном населення розподілялося таким чином: 20,9 % — особи молодші 18 років, 62,5 % — особи у віці 18—64 років, 16,6 % — особи у віці 65 років та старші. Медіана віку мешканця становила 41,8 року. На 100 осіб жіночої статі у селищі припадало 92,3 чоловіків;  на 100 жінок у віці від 18 років та старших — 88,6 чоловіків також старших 18 років.
Середній дохід на одне домашнє господарство  становив 65 099 доларів США (медіана — 55 239), а середній дохід на одну сім'ю — 78 844 долари (медіана — 70 012). Медіана доходів становила 51 130 доларів для чоловіків та 39 759 доларів для жінок. За межею бідності перебувало 8,4 % осіб, у тому числі 10,8 % дітей у віці до 18 років та 3,1 % осіб у віці 65 років та старших.
Цивільне працевлаштоване населення становило 6096 осіб. Основні галузі зайнятості: освіта, охорона здоров'я та соціальна допомога — 27,9 %, виробництво — 15,9 %, роздрібна торгівля — 10,5 %, науковці, спеціалісти, менеджери — 10,1 %.